# Mormonia sponsa
Mormonia sponsa là một loài bướm đêm trong họ Noctuidae.